# Campeonato da NACAC de Corta-Mato de 2005
O Campeonato da NACAC de Corta-Mato de 2005 foi a 1ª edição da competição organizada pela NACAC no dia 6 de março de 2005. Anteriormente o evento era organizado pela CACAC. Teve como sede a cidade de Clermont, na Flórida, Estados Unidos, sendo disputadas 4 categorias entre sênior e júnior. 

## Medalhistas
Esses foram os resultados do campeonato. 
| Evento                         | Ouro                                | Ouro  | Prata                               | Prata | Bronze                           | Bronze |
| ------------------------------ | ----------------------------------- | ----- | ----------------------------------- | ----- | -------------------------------- | ------ |
| Sênior masculino 8 km          | Juan Luis Barrios · México          | 25:06 | Alfredo Arévalo · Guatemala         | 25:16 | Max King · Estados Unidos        | 25:34  |
| Sênior feminino 6 km           | Sabrina Monro · Estados Unidos      | 21:40 | Lucinda Hull · Estados Unidos       | 21:52 | Erika Aklufi · Estados Unidos    | 21:55  |
| Júnior masculino (Sub-20) 6 km | Dave Mock · Estados Unidos          | 19:51 | Timothy McLeod · Estados Unidos     | 19:58 | Drew Shackleton · Estados Unidos | 20:03  |
| Júnior feminino (Sub-20) 4 km  | Jennifer Barringer · Estados Unidos | 14:50 | Christina Fidducia · Estados Unidos | 15:06 | Emily Harrison · Estados Unidos  | 15:10  |
| Equipe                         |                                     |       |                                     |       |                                  |        |
| Sênior masculino               | Estados Unidos                      | 16    | Porto Rico                          | 22    | Jamaica                          | 40     |
| Sênior feminino                | Estados Unidos                      | 10    |                                     |       |                                  |        |
| Júnior masculino (Sub-20)      | Estados Unidos                      | 10    | Porto Rico                          | 33    | Jamaica                          | 35     |
| Júnior feminino (Sub-20)       | Estados Unidos                      | 10    | Porto Rico                          | 31    | Jamaica                          | 37     |

## Quadro de medalhas
| Ordem | País           | Medalha de ouro | Medalha de prata | Medalha de bronze | Total |
| ----- | -------------- | --------------- | ---------------- | ----------------- | ----- |
| 1     | Estados Unidos | 7               | 3                | 4                 | 14    |
| 2     | México         | 1               | 0                | 0                 | 1     |
| 3     | Porto Rico     | 0               | 3                | 0                 | 3     |
| 4     | Guatemala      | 0               | 1                | 0                 | 1     |
| 5     | Jamaica        | 0               | 0                | 1                 | 1     |
|       | TOTAL          | 8               | 7                | 7                 | 22    |

## Participação
Participaram da competição 80 atletas de 13 nacionalidade.
| - Bermudas (1) - Costa Rica (1) - República Dominicana (2) - Guatemala (3) - Honduras (1) | - Jamaica (18) - Martinica (5) - México (4) - Nicarágua (1) | - Porto Rico (18) - Santa Lúcia (1) - São Vicente e Granadinas (2) - Estados Unidos (23) |